# سترکی
سترکی (به لهستانی:  Stryki) یک روستا در لهستان است که در گمینا بیلسک پودلاسکی واقع شده‌است.